# Patrick Maneschijn
Patrick Maneschijn (Deventer, 4 januari 1997) is een Nederlands voetballer die als rechtsbuiten voor CSV Apeldoorn speelt.

## Carrière
Patrick Maneschijn speelde in de jeugd van DVV Sallandia en Go Ahead Eagles. Hij zat in het seizoen 2016/17 enkele wedstrijden op de bank voor Go Ahead Eagles, maar debuteerde pas toen het team al gedegradeerd was naar de Eerste divisie. Dit was in de met 1-3 verloren thuiswedstrijd tegen Sparta Rotterdam, waar hij in de 82e minuut inviel voor Sander Fischer. Maneschijn maakte zijn eerste doelpunt in het betaalde voetbal op vrijdag 6 oktober 2017 in de wedstrijd FC Oss – Go Ahead Eagles (1-6). Hij scoorde het vijfde doelpunt voor Go Ahead Eagles. Na afloop van het seizoen 2017/18 besloot Go Ahead Eagles de optie in de verbintenis met Maneschijn voor nog een seizoen niet te lichten, en hij vertrok naar VV Sparta Nijkerk. Na een seizoen bij WHC speelt hij sinds 2020 voor CSV Apeldoorn.

### Statistieken
| Seizoen                         | Club            | Land           | Competitie     | Competitie | Competitie | Beker | Beker | Totaal | Totaal |
| Seizoen                         | Club            | Land           | Competitie     | Wed.       | Dlp.       | Wed.  | Dlp.  | Wed.   | Dlp.   |
| ------------------------------- | --------------- | -------------- | -------------- | ---------- | ---------- | ----- | ----- | ------ | ------ |
| 2016/17                         | Go Ahead Eagles | Nederland      | Eredivsie      | 1          | 0          | 0     | 0     | 1      | 0      |
| 2017/18                         | Go Ahead Eagles | Nederland      | Eerste Divisie | 16         | 1          | 2     | 0     | 18     | 1      |
| Carrièretotaal                  | Carrièretotaal  | Carrièretotaal | Carrièretotaal | 17         | 1          | 2     | 0     | 19     | 1      |
| Bijgewerkt t/m 18 februari 2019 |                 |                |                |            |            |       |       |        |        |